# 井上詩織
井上 詩織（いのうえ しおり、1978年3月28日 - ）は日本のAV女優。趣味は遊園地巡り。北海道出身。

## 略歴
1997年、「井上詩織」として本格的に活動。『ロマンス』は、1997年の宇宙企画売り上げ2位となっている。1998年、9作品に出演し引退。
Beppin-School、Dr.ピカソREVOLUTION、GOKUH'99のトレーディングカードに彼女のカードがある。
2006年7月19日、『復活×ギリギリモザイク ギリギリモザイク』でS1から復活することが報じられたが作品発売は延期となった。

## 作品

### アダルトビデオ
- ロマンス（1997年2月25日、宇宙企画）
- 美少女EROS恋写館13　井上詩織 天使の太腿（1997年3月1日、英知出版）
- いたずら（1997年3月30日、宇宙企画）
- 私を汚して下さい（1997年4月30日、宇宙企画）
- ひとりにしないで（1997年6月21日、シャイ）
- 宇宙企画'97DELUXE（1997年10月5日、宇宙企画）他出演:七瀬あゆみ、小野今日子、山崎りか
- 美畜アイドル狩り 犯された純潔（1997年11月29日、エイトマン）他出演:水谷あみ、森原由紀
- やりすぎ家庭教師（1997年12月25日、ミス・クリスティーヌ）
- やりすぎ家庭教師スペシャル 2（1998年4月23日、ミス・クリスティーヌ）他出演:リア・マルティニ、リンダ・トーレン、小室友里、三原夕香、持田薫
- おしめり手帖10（1998年4月29日、宇宙企画）
- 危ない密室（1998年8月28日、アリスJAPAN）
- 女尻（1998年9月18日、アリスJAPAN）
- 井上詩織　スーパーBEST（1999年5月12日、宇宙企画）総集編
- 女尻CLIMAX 3rd（1999年12月17日、アリスJAPAN）他出演:藤崎みなみ、椎名舞、鈴木麻奈美、金沢文子
- 女尻クライマックス2（2000年7月21日、アリスJAPAN）女尻CLIMAX 3rdをDVDで発売したもの
- 極［女優編］（2001年4月8日、宇宙企画）他9名出演
- 危ない密室 120MIX（2002年1月15日、アリスJAPAN）他出演:小川明日香、椎名舞、広末奈緒、深田美穂、安里祐加、吉井愛美、岡田りな
- 危ない密室スペシャル（2002年10月29日、アリスJAPAN）危ない密室 120MIX をDVDで発売したもの
- プレゼント（ワープエンタテインメント）
- 宇宙企画Debut Collection 星（2003年3月29日、宇宙企画）他出演:小沢まどか、香坂ゆかり、水森かずは、岡田りな、沢田舞香、みさき理絵、松井里穂、友崎りん、小池亜弥
- GOLD FINGER 女を絶頂に導く黄金の指（2003年7月30日、オフィスケイズ）他出演:高城涼子、紅藤朝香、河合美果
- 宇宙企画Memorial 井上詩織（2003年8月22日、宇宙企画）
- アリスJAPAN看板シリーズ 女尻リモザイク特別盤 2（2010年10月22日、アリスJAPAN）総集編 リモザイク作品
- 復刻 女子校生危ない密室 井上詩織（2011年4月22日、アリスJAPAN）1998年8月発売作品をリモザイク化したもの

### 書籍
- 『井上詩織写真集 つぼみ』撮影:三上泰史（1997年8月、バウハウスムック）ISBN 978-4894610514
- ラッキークレープ（バウハウス）1997年8月号

### ゲーム
- THE・野球拳 パート29（NEWジャトレ） 共演:藍田ミュウ、星川未来、七瀬あゆみ ※アーケードゲーム
- THE・野球拳 SUPER パート4（NEWジャトレ） 共演:藍田ミュウ、星川未来、七瀬あゆみ ※アーケードゲーム